# Cabera exanthemata
Cabera exanthemata là một loài bướm đêm trong họ Geometridae.

## Hình ảnh

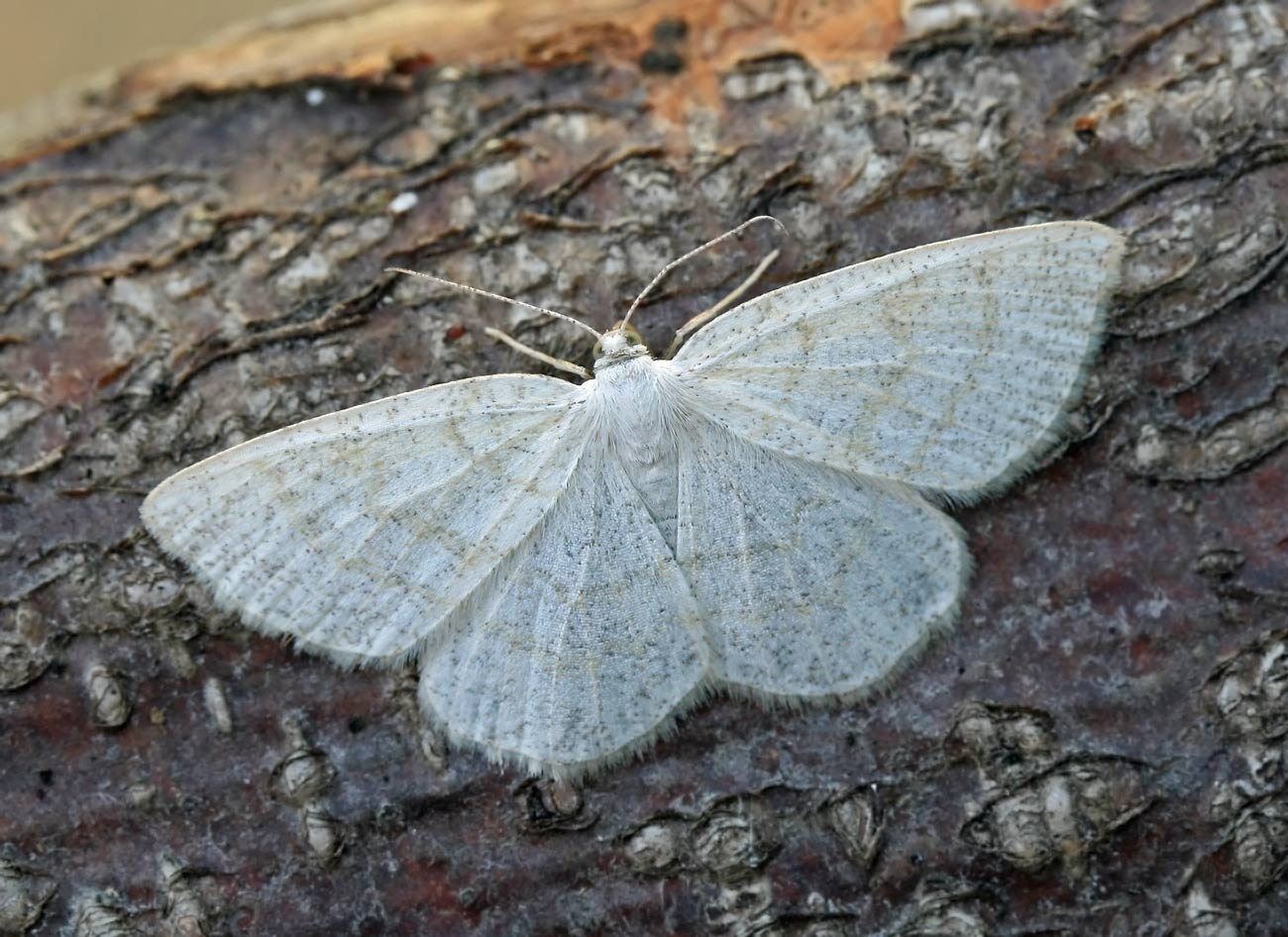
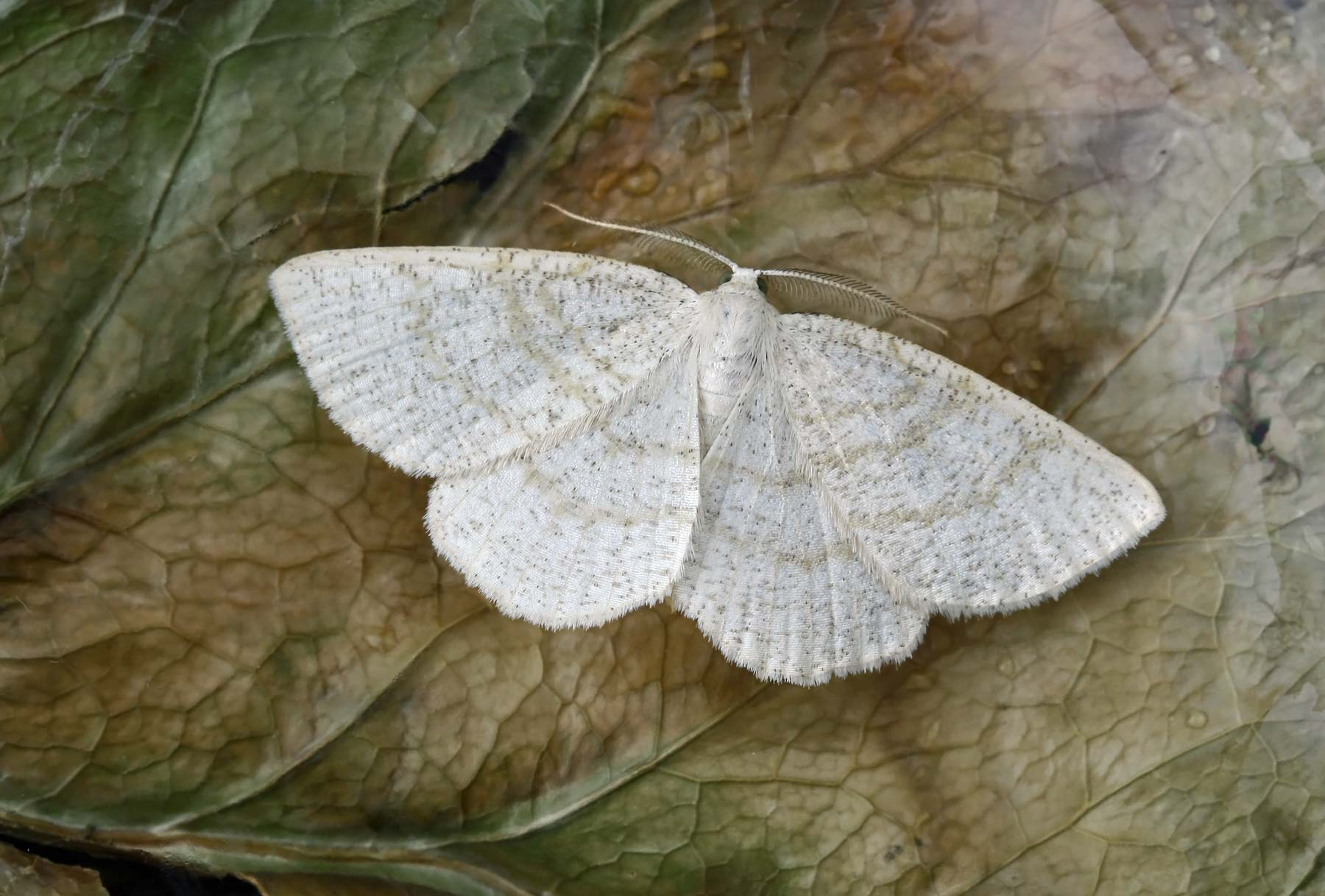
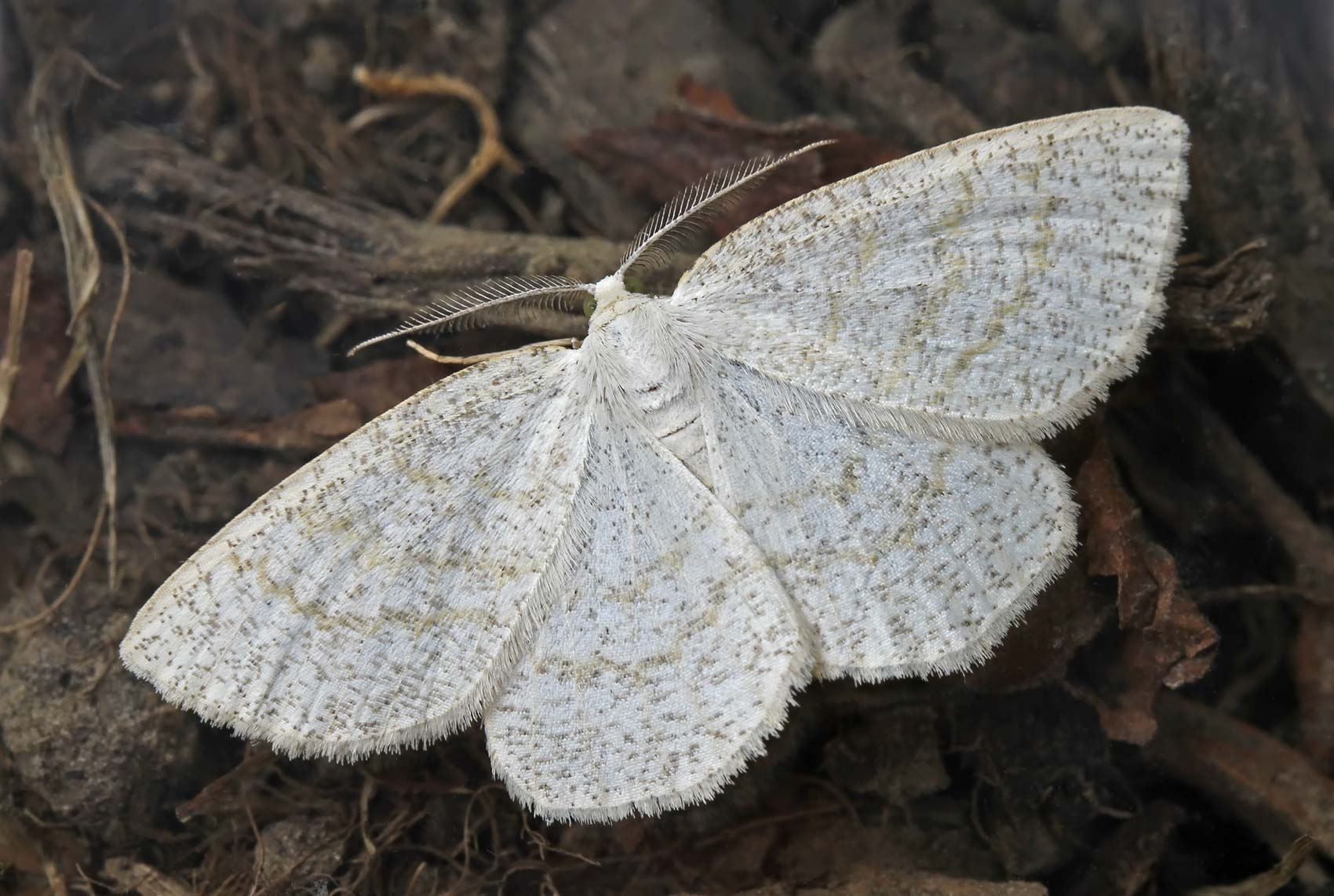
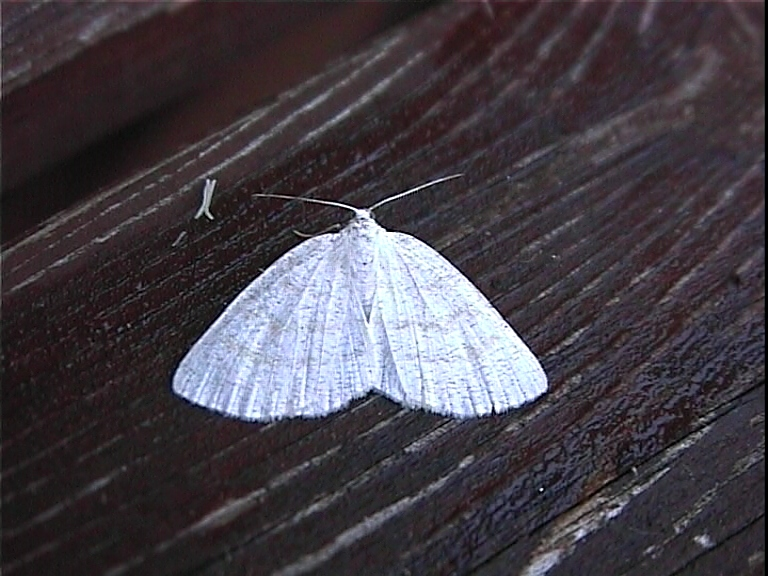